# Froitzheim

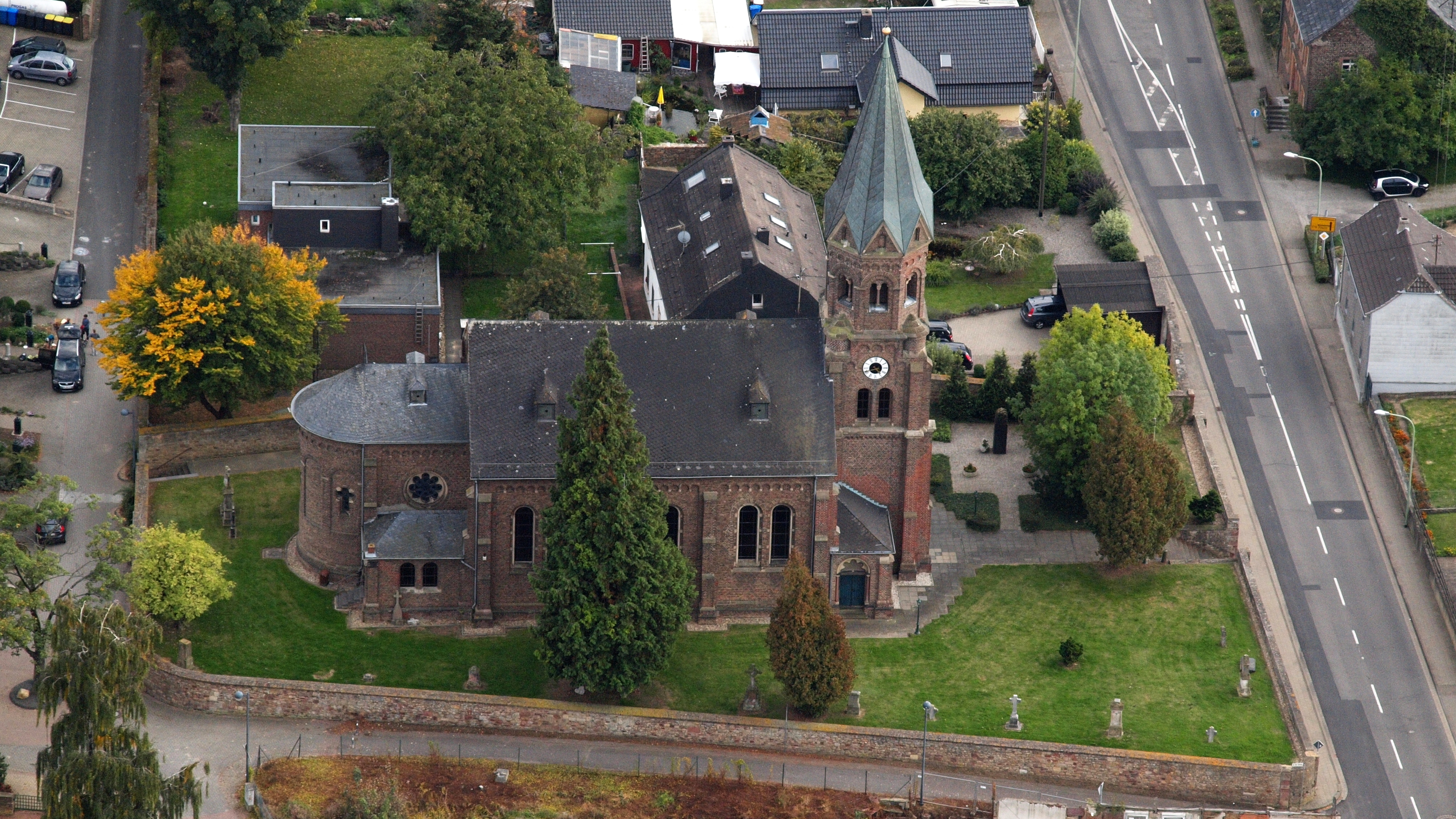
Froitzheimer Kirche, Luftaufnahme (2015)

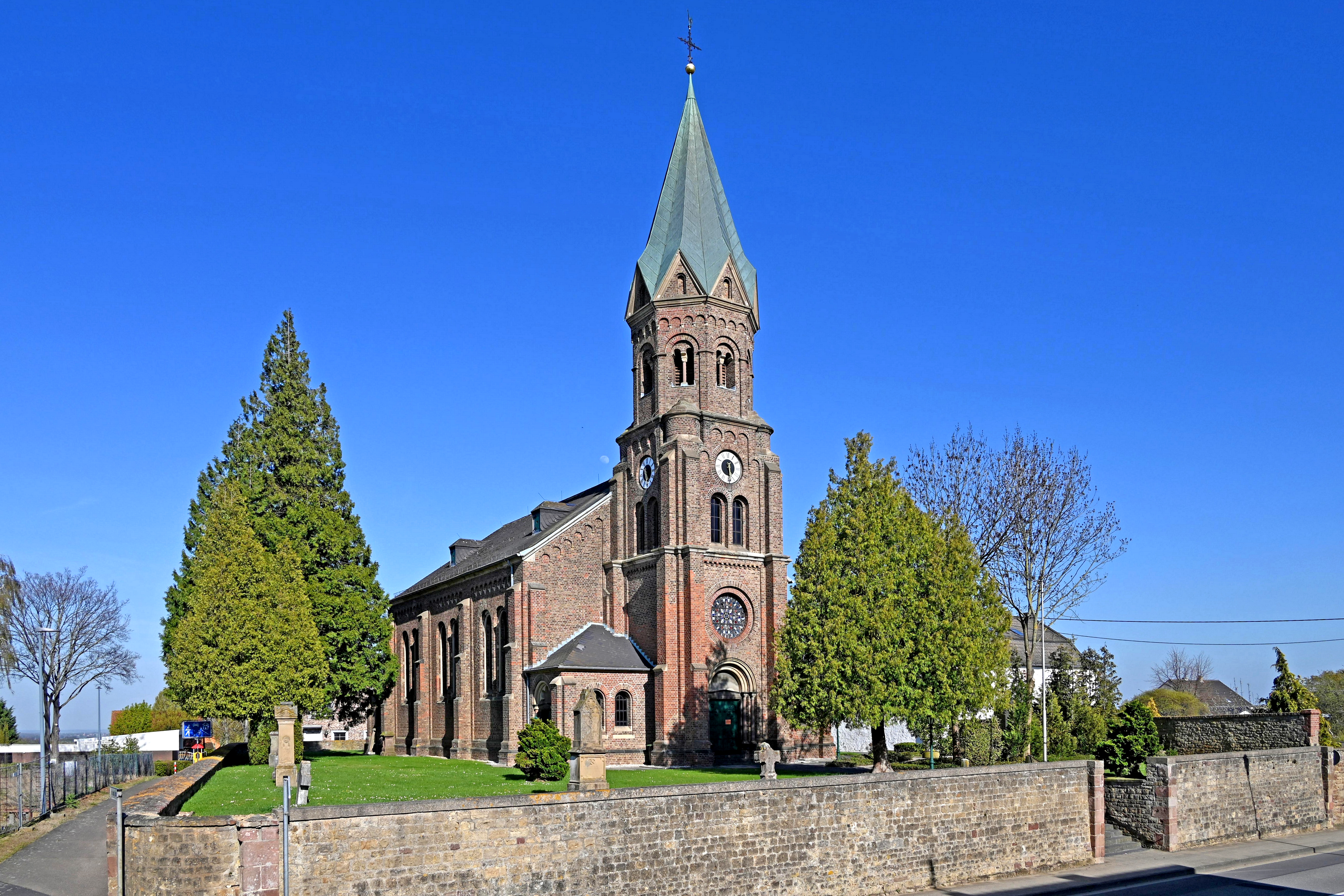
Kirche St. Martin

Froitzheim ([ˈfʁoːtsˌhaɪ̯m], mit Dehnungs-i) ist zusammen mit dem Wohnplatz Frangenheim ein Gemeindeteil von Vettweiß im Kreis Düren in Nordrhein-Westfalen.

## Geschichte

### Der Ortsname
Der Ortsname ist durch die Abwandlung des fränkischen Herrennamens Frovirad entstanden; der Ortsname Frangenheim entstand aus dem fränkischen Herrennamen Franco.

### Besiedlung, erste Erwähnung
Um 750 v. Chr. ist die erste Besiedlung durch Urnenfelderleute erfolgt. Um Froitzheim wurden eine römische Wasserleitung und andere frühzeitliche Geräte gefunden. In der Nähe des Ortes befindet sich eine Villa rustica, zu der auch drei archäologisch erforschte Kleinbefestigungen (Burgi) gehören.
Die erstmalige Erwähnung von Froitzheim in einer umstrittenen Urkunde des deutschen Königs Arnulf von Kärnten ist im Jahre 889 nachweisbar. Bereits im 9. Jahrhundert gab es in Froitzheim das erste Kirchengebäude.
Freiherr Schenk von Nideggen erbaute in Froitzheim eine Wasserburg, die 1487 abbrannte.

### Der Würfelturm

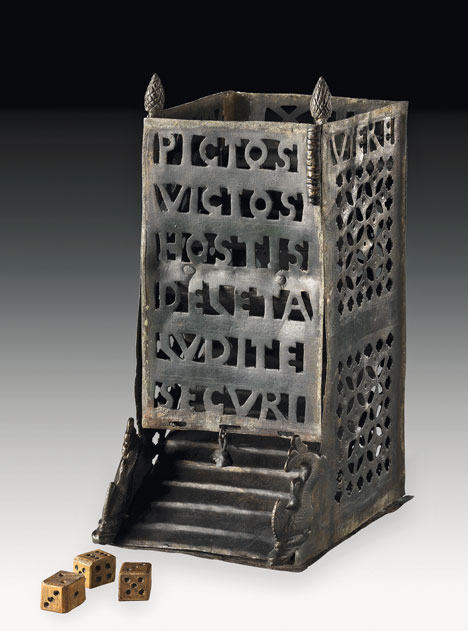
Der Würfelturm aus Froitzheim datiert aus dem 4. Jh. n. Chr.

1984 wurde in Froitzheim ein Würfelturm gefunden. Es ist das einzige Exemplar aus Bronze, welches bisher jemals gefunden wurde. Um Betrügereien beim Würfelspiel zu verhindern wurde er von den Römern seinerzeit (um 368 n. Chr.) für das heute ähnliche Backgammon-Spiel gebaut. Er befindet sich heute im Rheinischen Landesmuseum in Bonn.

### Neugliederungen
Von 1798 bis 1814 war Froitzheim Hauptort (chef-lieu) eines französischen Kantons der 30 Gemeinden umfasste und dem Département de la Roer zugeordnet war.
Froitzheim und Frangenheim waren seit dem 19. Jahrhundert zwei Gemeinden in der Bürgermeisterei Froitzheim des Kreises Düren, zu der außerdem noch die Gemeinden Ginnick, Kettenheim und Vettweiß gehörten. Im Jahre 1910 hatte Froitzheim 376 und Frangenheim 64 Einwohner.
Am 1. Oktober 1932 wurde Frangenheim nach Froitzheim eingemeindet und außerdem wurden die Gemeinden Drove, Froitzheim, Füssenich, Jakobwüllesheim, Kelz, Sievernich und Vettweiß mit mehreren weiteren Gemeinden zum Amt Vettweiß zusammengeschlossen.
Am 1. Juli 1969 entstanden aus den 13 Vettweißer Gemeinden drei Gemeinden, nämlich Vettweiß, Müddersheim und Füssenich. Aus Vettweiß und Müddersheim entstand am 1. Januar 1972 nach Maßgabe des Aachen-Gesetzes die Gemeinde Vettweiß in ihrer heutigen Form.

## Wappen
In Gold das hinter einem schwarzen Schild mit goldenem Löwen wachsende Brustbild eines rotgekleideten, die rechte Hand erhebenden Bischofs St. Martin mit silbernem Stab und gold-bestickter Mitra. Der goldene Löwe entstammt dem Wappen des ehemaligen Herzogtums Jülich.

## Vereine, Vereinigungen
Im Ort gibt es die Löschgruppe Froitzheim der Freiwilligen Feuerwehr Vettweiß mit Jugendfeuerwehr, die Ortsbauernschaft, die Sportvereine „Spielvereinigung Froitzheim/Ginnick“ und „Sportgemeinschaft Voreifel“, den Kirchenchor, die „IG Froitzheimer Karneval“, die St. Sebastianus Schützenbruderschaft, die Interessengemeinschaft Ortsvereine Froitzheim und in Frangenheim die Dorfgemeinschaft.

## Verkehr
Busse des Rurtalbus binden den Ort an den öffentlichen Personennahverkehr über die AVV-Linien 231, 290, 291, 298, SB 15 und N2 an. Bis zum 31. Dezember 2019 wurde der Busverkehr vom BVR Busverkehr Rheinland erbracht.
| Linie | Verlauf |
| ----- | --- |
| 231   | Froitzheim – Ginnick – Embken – Wollersheim – Vlatten – Heimbach Bf – (Hasenfeld – Schwammenauel – Kermeter – Urfttalsperre/Hastenbach / Abtei Mariawald) / (Hergarten – Düttling) – Wolfgarten – Gemünd – Nierfeld – Olef – Schleiden |
| 290   | Düren Bf/ZOB – StadtCenter – Kaiserplatz – Stockheim – Soller – Frangenheim – Froitzheim (– Zülpich Frankengraben – Zülpich Bf) |
| 291   | Düren Bf/ZOB – StadtCenter – Kaiserplatz – Stockheim – Soller – Frangenheim – Froitzheim – Ginnick – Embken – (Muldenau ←) Wollersheim – Vlatten |
| 298   | Düren Bf/ZOB – StadtCenter – Gneisenaustraße – Binsfeld – Rommelsheim – Bubenheim – Jakobwüllesheim – Vettweiß – Froitzheim – (Ginnick ← Embken ← Juntersdorf ←) Füssenich – Geich – Zülpich Post – (Zülpich Bf –) Zülpich Frankengraben – (Adenauerpl./Schulzentr. –) (Nemmenich –) Ülpenich – (Enzen –) Dürscheven – Elsig – Euenheim – Euskirchen Berufskolleg – Euskirchen Bf |
| SB15  | Schnellbus: Froitzheim – Vettweiß – Gladbach – Lüxheim – Eggersheim – Hochkirchen – Nörvenich Hommelsh. Weg – Nörvenich Alter Bf – Eschweiler über Feld – Golzheim – Buir |
| N2    | Nachtbus: nur in den Nächten Fr/Sa und Sa/So Düren Bf/ZOB → Kaiserplatz → Merzenich → Nörvenich → Vettweiß → Stockheim → Binsfeld |

## Sonstiges
In Froitzheim gibt es eine Kindertagesstätte der Arbeiterwohlfahrt.
Die Bürgerhalle wird von der Interessengemeinschaft der Ortsvereine verwaltet.
Die Kirche St. Martin ist unter Nummer Fro-6 in die Liste der Baudenkmäler in Vettweiß eingetragen.